# Alonso de Montúfar
Alonso de Montúfar, O.P. (Loja, Granada, c. 1489 - Ciudad de México, 7 de marzo de 1572) fue un sacerdote dominico y arzobispo español que se desempeñó como 2° arzobispo de México; como tal, continuó la tarea de su predecesor, Fray Juan de Zumárraga, como defensor de los indígenas mexicanos y en la organización de la naciente Iglesia en México.

## Primeros años
Alonso nació en Loja, territorio del arzobispado de Granada en el sur de España, muy probablemente hacia el año de 1489, poco tiempo después de la reconquista, siendo sus padres hidalgos originarios de Castilla quienes fueron beneficiados con tierras para repoblar la región después de la expulsión de los árabes.

### Vida religiosa
Siendo muy joven entró en el convento de Santa Cruz del Real de Granada, en donde profesó y recibió el hábito de los dominicos, y estudió artes menores y teología.
En 1517, fue llamado a Sevilla para enseñar en el Colegio Santo Tomás de Aquino.
Fue elegido prior de su orden y era muy frecuentado por la nobleza de su ciudad para que fuera su confesor y guía espiritual, pues era tenido por persona muy sabia.

## Episcopado

### Arzobispo de México

#### Nombramiento
Los marqueses de Mondéjar lo recomendaron a Carlos I, quien, al conocer sus virtudes y sabiduría decidió nombrarlo sucesor de Zumárraga, quien había muerto unos años antes y aceptó su nombramiento el 15 de octubre de 1551.

#### Arzobispado
Al poco tiempo de llegar a la Nueva España, convocó a un concilio provincial en 1555, con el fin de corregir los vicios y el desorden que había cundido en la joven Iglesia tras la muerte del primer arzobispo.
En este Primer Concilio Provincial Mexicano, exigió para los indios derechos y privilegios, como establecer más hospitales, permitirles casarse de acuerdo con su voluntad, etc.
Luis de Velasco y Ruiz de Alarcón, segundo virrey de la Nueva España, fue un activo colaborador de Fray Alonso, tanto en la protección de los indios (durante su gobierno 150,000 indígenas dejaron la esclavitud), como en la expansión de la educación y el cristianismo en el país.
En 1565, convocó el Segundo Concilio Provincial Mexicano para implantar las nuevas disposiciones de la Iglesia establecidas en el Concilio de Trento, así como para formar nuevas constituciones para defender a los indígenas.

## Fallecimiento
Luego de una larga enfermedad, murió el 7 de marzo de 1572.
Fue sepultado, según sus deseos, en el real convento de Santo Domingo de la Ciudad de México.

## Sucesión
| Predecesor: Juan de Zumárraga | Arzobispo de México 1551 - 1572 | Sucesor: Pedro Moya de Contreras |